# 蓋國士
蓋國士（1550年—？），字懋賢，號居弘，直隸廣平府永年縣人，民籍，明朝政治人物。

## 生平
隆慶四年（1570年）庚午科順天府鄉試第四十一名，萬曆十四年（1586年）丙戌科會試二百七十九名，登三甲第一百九十二名進士。户部观政。十五年授凤阳府推官，十九年擢吏部验封司主事，調考功司，二十年調文选司，升稽勋司员外郎，养病。二十三年補文选司员外郎，二十四年官至吏部稽勋司郎中，二十五年养病。二十六年四月调南工部郎中，二十九年告病。

## 家族
曾祖蓋智；祖父蓋珩；父蓋光宙，己酉科舉人，陳州知州。母王氏。慈侍下。弟盖国土。